# Олингито
Олингито (Bassaricyon neblina) е бозайник от семейство Енотови. Обитава планинските гори в Андите на западна Колумбия и Еквадор.  

## История
Олингито е класифициран като нов вид през 2013 г. Откриването му е обявено на 15 август 2013 г. от Кристофър Хелген, уредник на бозайниците в Националния природонаучен музей „Смитсониън“, САЩ, експертът по олингота Роланд Кейс от Музея на естествените науки в Северна Каролина, САЩ и сътрудници. Хелген открива екземпляри от вида в хранилището на The Field Museum в Чикаго и използва ДНК тест, за да потвърди, че това е нов вид.
Изследователите, идентифицирали вида, не успяват да открият негови местни имена.
На 22 май 2014 г. Международният институт за изследване на видовете обявява олингито за един от „Топ 10 нови видове за 2014 г.“. Това е първият нов хищник, описан в западното полукълбо от 35 години.

## Етимология
Видовото име neblina (от исп. „мъгла“) се отнася до местообитанието на олингито в облачните планински гори. Името „олингито“ е умалително на испански от „олинго“, т.к. това е най-дребният представител на рода и на семейство Енотови. 

## Описание
Олингито се различава от другите видове в рамките на рода Олинго, а също и от кинкажу (с който няма близка родствена връзка). Средното му тегло е 900 g, което го прави най-дребния представител на Енотови. Видът е всеяден, като яде главно плодове (напр. смокини), но също и насекоми и нектар; тази диета води до изпражнения с размер на малки боровинки. Смята се, че олингито е нощно животно – единак с умерено изолиран начин на живот. Вероятно живее изцяло по дърветата. Има една двойка млечни жлези и вероятно произвежда по едно потомство наведнъж.

## Разпространение и местообитание
Екземпляри от вида са идентифицирани от екваротиарлната гора на Андите, простираща се от западна Колумбия до Еквадор, на надморска височина от 1500 до 3000 m, което е най-височинният известен обхват от всички членове на рода Bassaricyon. Откритието е потвърдено в дивата природа и обявено на 15 август 2013 г. Видът не се счита за непосредствено застрашен, но се изчислява, че над 40 процента от потенциалния ареал на животното е обезлесен.